# Кровавоспинный венилиорнис
Кровавоспинный венилиорнис (лат. Veniliornis sanguineus) — вид птиц из семейства дятловых.

## Распространение
Обитают в Гайане, Суринаме и Французской Гвиане (в последней, однако, статус вида неясен, так как он образует гибридов с Veniliornis passerinus).

## Описание
Длина теле 13-14 см. Радужная оболочка каштановая, клюв бледно-серый, ноги серые. Молодые особи повторяют облик взрослых, но имеют более коричневый окрас.

## Биология
Питаются муравьями, жуками и прочими мелкими беспозвоночными. Гнездовую полость готовят совместно самец и самка, подготовка может занимать до двух месяцев.
МСОП присвоил виду охранный статус LC.